# Badmintonmeisterschaft von Hongkong 2001
Die Badmintonmeisterschaft von Hongkong des Jahres 2001 trug den vollständigen Namen Bank of China (Hong Kong) Hong Kong Annual Badminton Championships 2001 (chinesisch 2001 中銀香港全港羽毛球錦標賽).

## Sieger und Finalisten
| Disziplin    | Gold                               | Silber                             |
| ------------ | ---------------------------------- | ---------------------------------- |
| Herreneinzel | Agus Hariyanto                     | Ng Wei                             |
| Dameneinzel  | Wang Chen                          | Ling Wan Ting                      |
| Herrendoppel | Albertus Susanto Njoto Liu Kwok Wa | Yau Kwun Yuen Ma Che Kong          |
| Damendoppel  | Chan Mei Mei Wang Chen             | Li Wing Mui Louisa Koon Wai Chee   |
| Mixed        | Liu Kwok Wa Louisa Koon Wai Chee   | Albertus Susanto Njoto Li Wing Mui |